# Jean Debucourt
Jean Debucourt, född 19 januari 1894 i Paris, Frankrike, död 22 mars 1958 i Montrouge, Frankrike, var en fransk skådespelare. Debucourt gjorde nära 110 filmroller under åren 1920–1958.

## Filmografi, urval
- 1936 – En odödlig kärlek
- 1940 – Jag var en svindlare
- 1946 – Besök i natten
- 1946 – Idioten och älskarinnan
- 1947 – Djävulen i kroppen
- 1947 – Inferno
- 1947 – Icke skyldig
- 1948 – Hämnaren från mörkret
- 1950 – Rättvisa har skipats
- 1952 – Den gyllene karossen
- 1952 – Don Camillo och hans lilla värld (ej krediterad)
- 1953 – Bröllopsgåvan
- 1955 – Ljuset mitt emot
- 1958 – Maigret gillrar en fälla